# Doupnitsa (obchtina)
L'obchtina Doupnitsa (bulgare : Община Дупница) est une commune de l'ouest de la Bulgarie, située dans l'oblast de Kyoustendil. Son chef-lieu est la ville de Doupnitsa.

## Géographie
La commune est située dans l'ouest de la Bulgarie, à 60 km au sud de la capitale Sofia.

## Administration
La municipalité de Doupnitsa comprend  17 localités (1 ville et 16 villages) :
| - Balanovo - Bistritsa - Blatino - Delyan - Djerman - Diakovo - Doupnitsa - Gramade - Krayni Dol | - Kraynitsi - Kremenik - Palatovo - Piperovo - Samoranovo - Topolnitsa - Tcherven Breg - Yahinovo |